# Wilisch (Fluss)
Die Wilisch ist mit etwa 17,9 km Länge der größte linke Nebenfluss der Zschopau. Sie fließt im sächsischen Erzgebirgskreis. Ihr Einzugsgebiet umfasst etwa 65,5 km².

## Verlauf

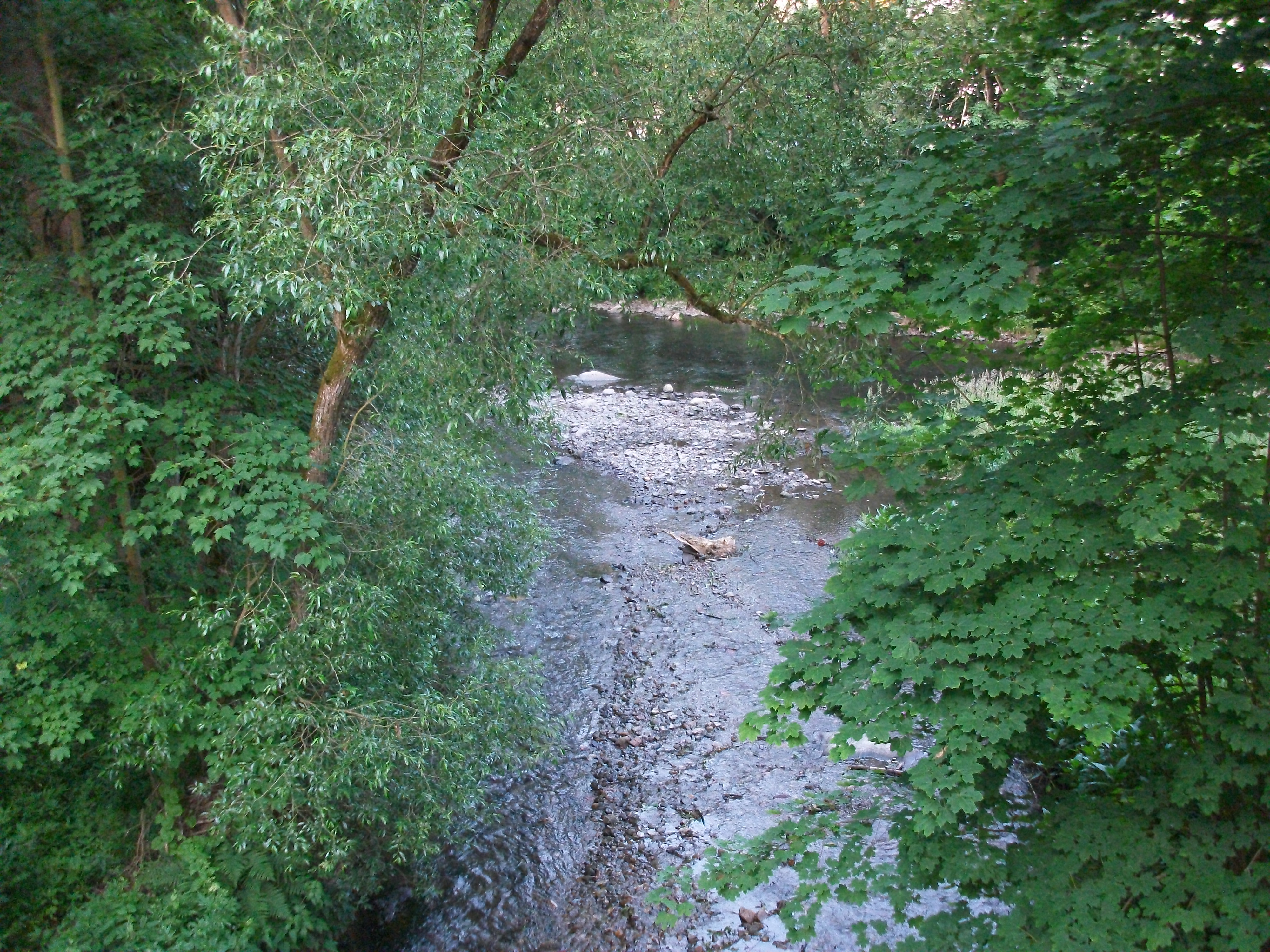
Mündung der Wilisch in die Zschopau in Wilischthal

Die Wilisch entsteht im Erzgebirge. Ihre beiden Quellarme, in den Tälern von Ehrenfriedersdorf sowie Thum und dessen Ortsteil Jahnsbach, umschließen das Greifensteingebiet zangenartig im Osten und Norden. Die Hauptquelle befindet sich zwischen den Greifensteinen und Ehrenfriedersdorf. Vom höchstgelegenen Quellarm (dem „Jahnsbach“) westlich vom Ort Jahnsbach (etwa 640 m ü. NN) bis zur Mündung in die Zschopau beträgt der Höhenunterschied des Gewässers etwa 310 Meter.
Die beiden Quellarme vereinigen sich am südlichen Ortsende von Herold. Danach durchfließt sie die Ortsteile von Venusberg „Spinnerei“ und „Wiltzsch“ sowie den unteren Ortsrand von Gelenau, wo sich auch die größte Talweitung von etwa 150 bis 200 Metern befindet. Danach verengt sich das Tal wieder und die Wilisch mündet nach vielen Schleifen bei Wilischthal in die Zschopau.

## Sonstiges
Von 1886 bis 1972 führte durch das Tal die Schmalspurbahn Wilischthal–Thum. Die ehemalige Trasse wurde, mit Unterbrechungen, zu einem Rad- und Wanderweg ausgebaut. Der Fluss wurde früher Wilzsch genannt und konnte so mit dem gleichnamigen Nebenfluss der Zwickauer Mulde im Westerzgebirge, der Wilzsch, verwechselt werden. Albert Schiffner weist in Band 18 von August Schumanns Staats-, Post- und Zeitungslexikon von Sachsen auf die damalige Namensgleichheit hin.